# Naljčik
Naljčik (ruski: На́льчик) je grad u Rusiji. Glavni je grad Kabardino-Balkarije (Južni savezni okrug).  Nalazi se na 43°31′N 43°36′E / 43.517°N 43.600°E.
Površina grada: 131 km².  2002.
Broj stanovnika: 274.974 (bez okolnih naselja)
Grad je dobio ime po rijeci Naljčiku, na obalama koje je smješten. Riječ "Naljčik" dosnovno znači "potkovičica" na balkarskom i kabardinskom jeziku.
Domorodačko stanovništvo je na području današnjeg Naljčika bilo naseljeno još 1743. godine, pravo naselje Naljčik postoji od 1822. godine, kada je izgrađena ruske utvrda Naljčik. Vojno naselje se pridodalo tvrđavi 1838. godine. Status grada je stekao 1921., kada je postao upravno središte Kabardinske autonomne oblasti.
Za vrijeme drugog svjetskog rata, u razdoblju od 28. listopada 1942. godine, do 3. siječnja 1943., Naljčik su zauzeli Nijemci. U tom razdoblju grad je pretrpio velike štete.
Naljčik je balneološko i gorsko klimatoterapeutsko odmaralište. Naljčik je i industrijsko središte svoje republike: neželjezna metalurgija, laka industrija, izrada građevinskih tvoriva (materijala), strojogradnja.
Od visokoškolskih ustanova, u Naljčiku su:
- Kabardino-Balkarijsko državno sveučilište
- Kabardino-Balkarijski poslovni institut
- Sjeverno Kavkaski državni institut umjetnosti
- Kabardino-Balkarijska državna poljodjelska akademija

## Poznate osobe
- Andrei Kolkoutine, slikar (1957-)
- Jurij Hatujevič Temirkanov, dirigent (1938-)

## Vanjske poveznice
- Službene stranice Kabardino-Balkarije (s informacijama o Naljčiku) (na ruskome).
- Obavijesti o Naljčiku (na ruskome)
- Zemljovid Naljčika  Arhivirana inačica izvorne stranice od 5. studenoga 2005. (Wayback Machine) (na ruskome)
- Obavijesti o Naljčikskoj zračnoj luci (na ruskome)
- Izgred na stadionu 1998.-CNN vijest (na engleskome).